# Jordan 193
El Jordan 193 fue el coche con el que el equipo Jordan compitió en la temporada 1993 de Fórmula 1. El asiento número 14 lo ocupó el debutante Rubens Barrichello, mientras que cinco pilotos diferentes ocuparon el asiento número 15 a lo largo de la temporada: Ivan Capelli, Thierry Boutsen, Marco Apicella, Emanuele Naspetti y Eddie Irvine.

## Descripción general
Después de una desastrosa temporada de 1992 con motores Yamaha V12 poco fiables y de poca potencia, el equipo tomó la decisión de reemplazarlos con los V10 más pequeños de Hart para 1993.
El 193 se diferenciaba mucho de sus dos predecesores, con un morro más alto y un alerón delantero muy diferente. Como la mayoría de los demás coches que compitieron en el Campeonato de 1993, disponía de numerosas ayudas electrónicas para ayudar al conductor y mejorar las prestaciones del coche. El control de tracción se utilizó durante toda la temporada, al igual que la primera caja de cambios semiautomática del equipo. La caja de cambios causaba numerosos problemas, ya que a menudo se atascaba en una marcha. Esto ocurrió tanto al comienzo de la temporada que el equipo reemplazó la caja de cambios semiautomática por una manual hasta que la semi fue lo suficientemente confiable para competir. El coche también carecía de la suspensión activa utilizada por los favoritos y tenía una distancia entre ejes demasiado corta, lo que provocó inestabilidad en la parte trasera durante la mayor parte del año, pero luego se alargó en un intento de encontrar más velocidad. El resultado neto fue que el 193 era normalmente más de tres segundos por vuelta más lento que los coches más rápidos, pero seguía siendo un corredor competente en media tabla.

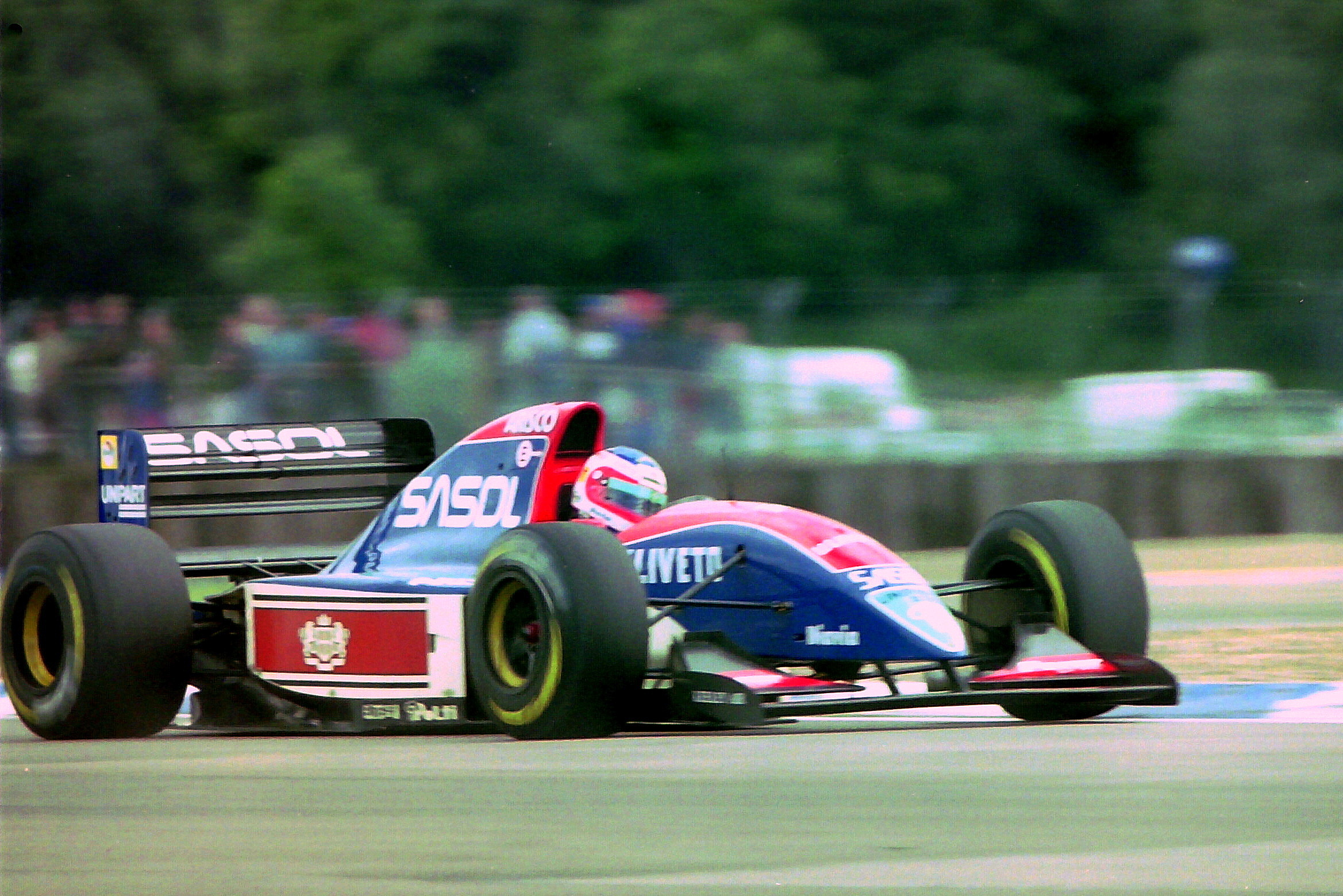
Barrichello en el Gran Premio de Gran Bretaña

No menos de seis pilotos pilotaron el coche a lo largo de la temporada, y sólo el joven novato Rubens Barrichello compitió en todas las carreras. Ivan Capelli, Thierry Boutsen, Marco Apicella, Emanuele Naspetti y Eddie Irvine corrieron en algún momento de la temporada. Ninguno de los pilotos, excepto Irvine, pudo igualar el ritmo de Barrichello. Boutsen, que corrió la mayor cantidad de carreras de los segundos pilotos, a menudo era alrededor de dos segundos por vuelta más lento que Barrichello.
A pesar de las importantes revisiones realizadas al monoplaza a lo largo del año, como una aerodinámica mejorada, una suspensión modificada y motores más potentes, su rendimiento relativo se mantuvo más o menos igual. Sin embargo, Barrichello estaba en camino de terminar tercero en el Gran Premio de Europa mojado, pero se lo impidió un problema de presión de combustible en las últimas vueltas. El equipo finalmente sumó puntos en el Gran Premio de Japón, donde Barrichello y el debutante Irvine terminaron quinto y sexto respectivamente; Irvine fue noticia en esta carrera cuando perdió una vuelta al adelantar al líder y eventual ganador Ayrton Senna, lo que enfureció tanto al triple campeón mundial que golpeó a Irvine después de la carrera.
El equipo terminó undécimo en el Campeonato de Constructores con tres puntos.
El 193 fue reemplazado para 1994 por el 194.

## Livery
Por segundo año, Sasol fue el patrocinador principal del equipo. Jordan utilizó los logotipos de Barclay, excepto en los Grandes Premios de Francia, Gran Bretaña, Alemania y Europa, cuando fue sustituido por el emblema de la marca o por sus apellidos.

## Resultados
(Clave) (negrita indica pole position) (cursiva indica vuelta rápida)

| Año     | Motor    | Neu. | N.º | Pilotos            | 1   | 2   | 3   | 4   | 5   | 6   | 7   | 8   | 9   | 10  | 11  | 12  | 13  | 14  | 15  | 16  | Puntos | Pos. |
| ------- | -------- | ---- | --- | ------------------ | --- | --- | --- | --- | --- | --- | --- | --- | --- | --- | --- | --- | --- | --- | --- | --- | ------ | ---- |
| 1993    | Hart V10 | G    |     |                    | RSA | BRA | EUR | SMR | ESP | MON | CAN | FRA | GBR | GER | HUN | BEL | ITA | POR | JPN | AUS | 3      | 11.º |
| 1993    | Hart V10 | G    | 14  | Rubens Barrichello | Ret | Ret | 10  | Ret | 12  | 9   | Ret | 7   | 10  | Ret | Ret | Ret | Ret | 13  | 5   | 11  | 3      | 11.º |
| 1993    | Hart V10 | G    | 15  | Ivan Capelli       | Ret | DNQ |     |     |     |     |     |     |     |     |     |     |     |     |     |     | 3      | 11.º |
| 1993    | Hart V10 | G    | 15  | Thierry Boutsen    |     |     | Ret | Ret | 11  | Ret | 12  | 11  | Ret | 13  | 9   | Ret |     |     |     |     | 3      | 11.º |
| 1993    | Hart V10 | G    | 15  | Marco Apicella     |     |     |     |     |     |     |     |     |     |     |     |     | Ret |     |     |     | 3      | 11.º |
| 1993    | Hart V10 | G    | 15  | Emanuele Naspetti  |     |     |     |     |     |     |     |     |     |     |     |     |     | Ret |     |     | 3      | 11.º |
| 1993    | Hart V10 | G    | 15  | Eddie Irvine       |     |     |     |     |     |     |     |     |     |     |     |     |     |     | 6   | Ret | 3      | 11.º |
| Fuente: |          |      |     |                    |     |     |     |     |     |     |     |     |     |     |     |     |     |     |     |     |        |      |